# یوپ ریپفل
یوپ ریپفل (انگلیسی: Jupp Ripfel؛ زادهٔ ۲ سپتامبر ۱۹۳۸) دوچرخه‌سوار اهل سوئد است.